# Evangelický Chrám pokoje (Cheb)
Evangelický kostel Chrám pokoje v Chebu (německy Friedenskirche in Eger) je evangelický farní kostel v Chebu, městě v severozápadních Čechách. Kostel postavený roku 1871 německou protestantskou církví sloužil zdejší německé evangelické komunitě, po odsunu českých Němců po roce 1945 jej pak převzala Českobratrská církev evangelická.

## Historie

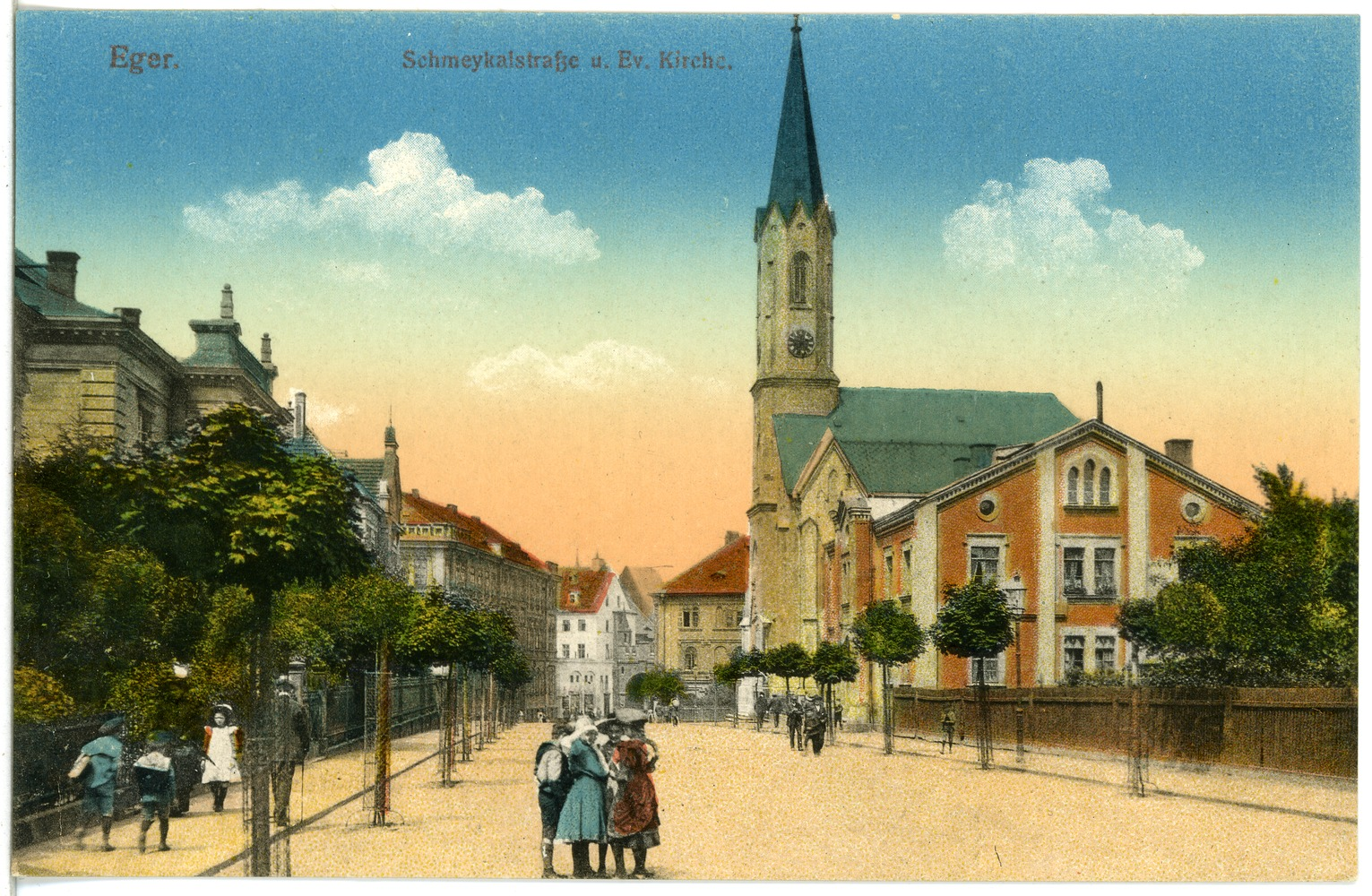
Kostel a škola na kolorované pohlednici z roku 1915 (Brück & Sohn)

Během reformace vznikla v Chebu roku 1564 protestantská farnost, která převzala středověký kostel sv. Mikuláše, zanikla však roku 1626 během protireformace na začátku třicetileté války. Teprve s industrializací v 19. století a vzniku chebského nádraží jakožto významného železničního uzlu saských a bavorských státních drah, byla díky přílivu převážně protestantských železničních úředníků a dělníků z Německa obnovena protestantská komunita.
Vydáním protestantského patentu z roku 1861 císařem Františkem Josefem I., který přinesl zrovnoprávnění protestantismu s katolickou vírou v Habsburské monarchii, byla ve městě 11. listopadu 1862 založena protestantská církevní a školní obec. Ta záhy získala finanční podporu od Spolku Gustava Adolfa, který podporoval výstavbu protestantských kostelů ve většinově katolických regionech. Po postavení školy a fary v roce 1865 byl 10. června 1868 položen základní kámen budoucího kostela. Ten byl slavnostně otevřen 5. října 1871, postavený v raně novogotickém slohu podle plánů stavitelského mistra Adama Haberzettla z Chebu. V roce 1894 byla ke kostelu přistavěna samostatná školní budova. Adam Ithamar Marian Koch, původem z bavorského Waldsassenu, který byl v roce 1863 jmenován prvním chebským protestantským farářem, se později stal v roce 1874 seniorem Západočeského seniorátu A. B. a v roce 1890 superintendentem evangelické superintendence A. B. Bohemia (Evangelischen Superintendentur A. B. Böhmen).
Kostel sloužil především věřícím z řad většinově německého obyvatelstva Chebska až do roku 1945, kdy došlo k jejich nucenému odsunu do Západního či Východního Německa a Rakouska. Po roce 1945 byl kostel předán Českobratrské církvi evangelické.
Od roku 2008 je objekt památkově chráněn.